# Autópálya M6
L'autópálya M6 (in italiano "autostrada M6") è un'autostrada ungherese che collega Budapest alla parte meridionale del paese fino al confine con la Croazia. È lunga 193 chilometri ed è per tutto il tratto a due corsie per senso di marcia.
Forma parte della Strada europea E73.

## Storia
Il primo tratto, compreso tra Érdi-tető e Dunaújváros, lungo 68 km, fu aperto al traffico l'11 giugno 2006. Il segmento Budapest–Érdi-tető fu inaugurato il 23 settembre 2008.
Il tratto Dunaújváros–Bóly, di 118 km, fu attivato il 31 marzo 2010.